# Maniquí de Timor
El maniquí de Timor (Lonchura fuscata) és un ocell de la família dels estríldids (Estrildidae).

## Hàbitat i distribució
Habita garrigues i terres de conreu del les illes Petites de la Sonda centrals, a Roti, Semau i Timor.